# Wilhelm II. (Burgund)
Wilhelm II., genannt der Deutsche (franz.: Guillaume l’Allemand; * um 1085; † Januar 1125), war ein Freigraf von Burgund und Graf von Mâcon aus dem Haus Burgund-Ivrea. Er war ein Sohn des Freigrafen Rainald II. und dessen Ehefrau, die eine Tochter des Grafen von Oltigen war.
Wilhelms Beiname geht aus einer Urkunde der Abtei Cluny hervor, in der er comes Villelmus quem vocabant Alamannum genannt wird. Die Vermutung liegt nahe, das Wilhelm nach dem Tod seines Vaters bei der im Jura beheimateten Familie seiner Mutter aufgewachsen war, während sein väterlicher Onkel, Graf Stephan Tollkopf, die Regentschaft in der Freigrafschaft für ihn führte. Nachdem sich der Onkel 1101 auf einen Kreuzzug in das heilige Land begeben hatte, konnte Wilhelm die Regentschaft in seinem Erbe übernehmen. Von seiner Mutter erbte er Solothurn und Bargen. Er war während des Investiturstreits ein Anhänger Kaiser Heinrichs IV., später stellte er sich auf die Seite Lothars von Süpplingenburg gegen Kaiser Heinrich V. Wilhelm wurde von seinen eigenen Vasallen ermordet, angeblich weil sie ihn unter dem Einfluss des Teufels wähnten, nachdem er mehrere Kirchen beraubt hatte.
Wilhelm II. war mit Agnes, einer Tochter des Herzogs Berthold II. von Zähringen, verheiratet. Ihr gemeinsamer Sohn war Wilhelm III. das Kind, der nur zwei Jahre später ebenfalls einem Attentat zum Opfer fiel.